# Charlie Chan et la Malédiction de la Reine-Dragon
Pour plus de détails, voir Fiche technique et Distribution.
Charlie Chan et la Malédiction de la Reine-Dragon (Charlie Chan and the Curse of the Dragon Queen) est un film américain réalisé par Clive Donner, sorti en 1981.

## Synopsis
L'inspecteur à la retraite Charlie Chan est appelé à l'aide par la police de San Francisco pour résoudre une série de meurtres. Assisté par son fils Lee, Charlie Chan mène l'enquête, le principal suspect étant une femme mystérieuse surnommée Dragon Queen (la reine dragon).

## Fiche technique
- Titre original : Charlie Chan and the Curse of the Dragon Queen
- Titre français : Charlie Chan et la Malédiction de la Reine-Dragon
- Réalisation : Clive Donner, assisté de Paul Baxley
- Scénario : Stan Burns et David Axlerod
- Photographie : Paul Lohmann
- Montage : Walter Hannemann et Phil Tucker
- Musique : Patrick Williams
- Sociétés de production : American Cinema Productions et Jerry Sherlock Productions
- Pays d'origine :  États-Unis
- Langue originale : anglais
- Format : couleur - 1,85:1 - son mono
- Genre : comédie policière
- Durée : 97 minutes
- Dates de sortie : 
  - États-Unis : février 1981

## Distribution
- Peter Ustinov (VF : Raoul Delfosse) : Charlie Chan
- Lee Grant (VF : Béatrice Delfe) : Mme Lupowitz
- Angie Dickinson (VF : Perrette Pradier) : la Reine Dragon
- Richard Hatch (VF : Luq Hamet) : Lee Chan
- Brian Keith : le chef de la police Baxter
- Roddy McDowall : Gillespie
- Rachel Roberts : Mme Dangers
- Michelle Pfeiffer (VF : Emmanuèle Bondeville) : Cordelia Farenington
- Larry Duran : Protagoniste du trafic de billets

## Accueil
Le film obtient 40 % de critiques positives, avec une note moyenne de 5,5/10 et sur la base de cinq critiques collectées, sur le site Rotten Tomatoes.